# Măcin
,
Măcin (rumænsk udtale: [məˈt͡ʃin]) er en by i distriktet Tulcea i regionen Nordlige Dobruja i Rumænien.
Byen har 7.248 (2021) indbyggere.

## Sted
Byen ligger ved krydset mellem de nationale veje DN22 (E87) og DN22D. DN22-vejen forbinder den med den rumænske hovedstad Bukarest (230 km mod vest, via Brăila) og med byerne Isaccea og Tulcea (mod øst). Vejen DN22D forbinder Măcin via en sydlig rute med Tulcea og Constanța via en sydlig rute. Ifølge folketællingen i 2011 havde Măcin 7.666 indbyggere, som bestod af 91,46 % rumænere, 4,8 % romaer, 2,92 % tyrkere og 0,37 % russiske lipovaner.

## Historie
Byen ligger på en gammel Keltisk bebyggelse, kaldet Arrubium. Den var en del af kongerne fra Getae (en), Rhemaxos og Zyraxess områder, der blev erobret af Romerriget, som stationerede en kavalerienhed på dette sted mellem 99 og 241 e.Kr. Ruinerne af de gamle romerske befæstningsanlæg kan i dag ses på toppen af "Cetate"-højen. Som en del af det Bulgarske, Byzantinske og senere Det osmanniske rige var det i en periode inkluderet i Valakietn og Moldavienn voivodater.
Slaget ved Măcin (en) i 1791 fandt sted her.